# 에른스트 바를라흐

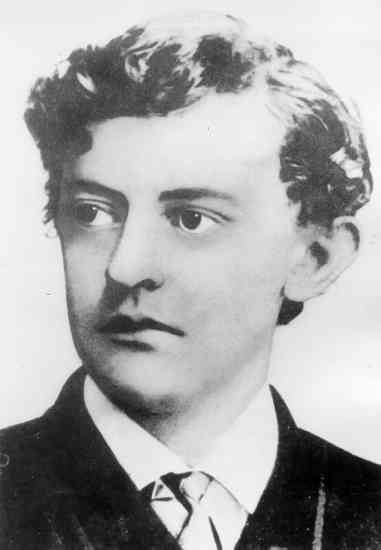
젊은 시절의 모습

에른스트 바를라흐(Ernst Barlach, 1870년 1월 2일 ~ 1938년 10월 24일)는 독일의 조각가 및 극작가다.
표현주의의 조각가로서 희곡에서도 지상의 권력이나 가치에 종속함으로써 생겨나는 시대의 질환을 지적하고, '인간에 내재하는 신'을 탐구했다. 일상세계 속에서 초험적(超驗的)인 세계를 나타내는 <죽는 날> <참다운 세데문트족(族)> <푸른 볼>, 신비적인 우의극(寓意劇)인 <대홍수(大洪水)> <라체부르크 백작> 등 프로테스탄티즘의 입장에서 엄격한 탐구를 보인 표상적(表象的)인 희곡을 남겼다.